# Pilocrocis xanthozonalis
Pilocrocis xanthozonalis là một loài bướm đêm trong họ Crambidae.